# Coryanthes mastersiana
Coryanthes mastersiana es una orquídea de hábito epífita originaria de Sudamérica.

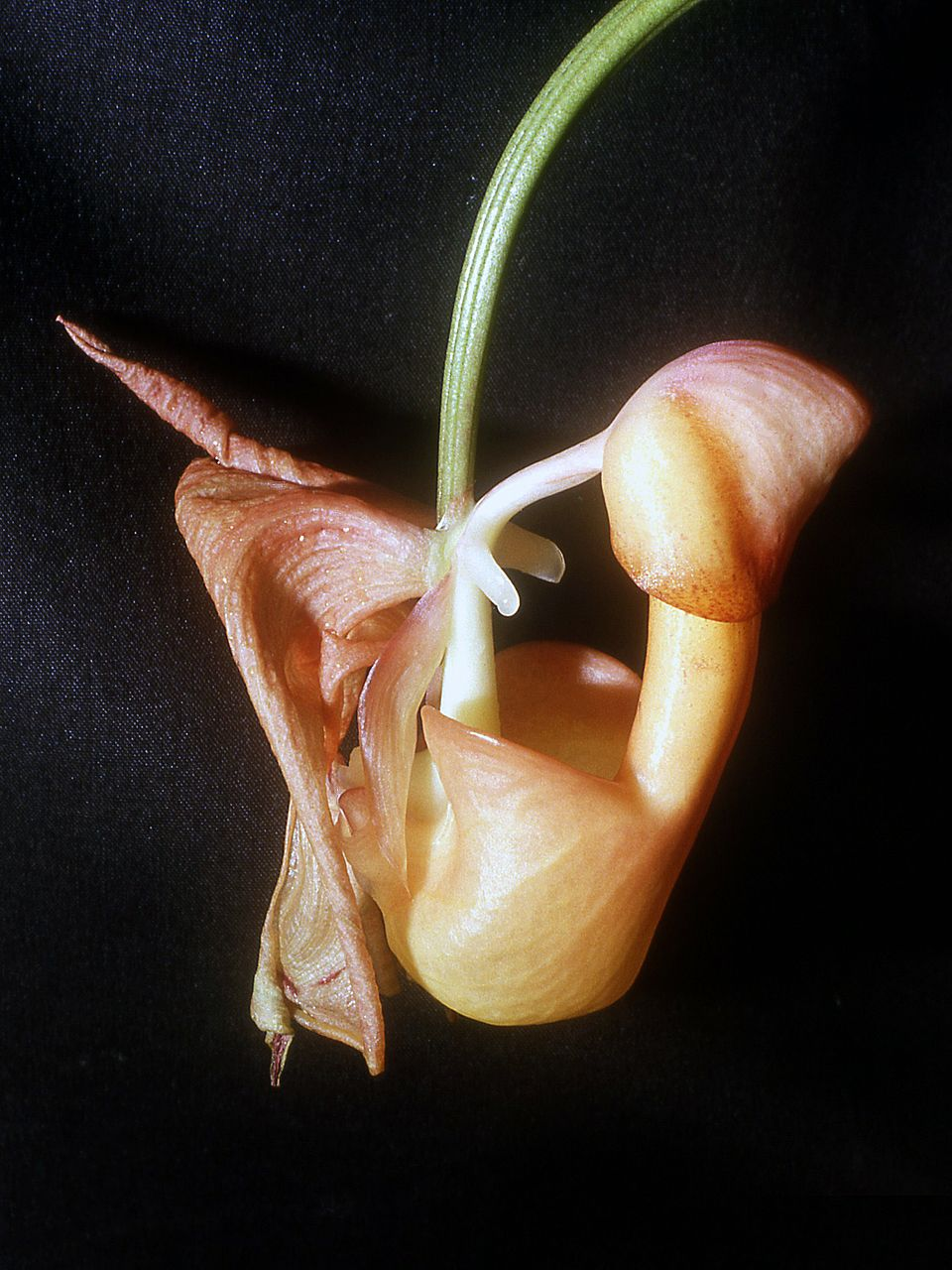
Detalle de la flor

## Descripción
Es una orquídea de tamaño mediano, que prefiere el clima cálido creciendo como epifita con pseudobulbos  erectos, agrupados, fusiformes longitudinalmente estriados que llevan 2 hojas, apicales, erectas, plegadas, oblanceoladas, agudas, reducidas gradualmente por debajo de la base ranurada. Florece a finales del invierno y principios de la primavera en una inflorescencia basal, colgante, de 30 cm de largo con algunas  flores y con 3 brácteas tubulares espaciadas uniformemente separados  y fragantes.

## Distribución
Se encuentra en Colombia y Ecuador en las selvas tropicales de tierras bajas en los manglares y de las orillas de los arroyos pequeños,  en una elevación desde el nivel del mar hasta 700 metros.

## Taxonomía
Coryanthes mastersiana fue descrita por  Friedrich Carl Lehmann  y publicado por primera vez en The Gardeners' Chronicle & Agricultural Gazette 29: 483. 1891.
Etimología
Coryanthes: (abreviado Crths.) nombre genérico que procede del griego "korys" = "casco" y de "anthos" = "flor" en alusión al epiquilo del labelo parecido a un casco.

mastersiana: epíteto otorgado en honor de Master un publicador de libros de orquídeas en los años 1800.